# Dyskografia Delty Goodrem
Dyskografia Delty Goodrem, australijskiej piosenkarki i autorki piosenek, to, jak do tej pory, trzy albumy studyjne, 14 singli CD, 3 single dostępne wyłącznie poprzez digital download oraz 2 albumy DVD. Artystka od 1999 roku współpracuje z wytwórnią Sony BMG.
Goodrem zadebiutowała w 2001 roku utworem „I Don’t Care”, utrzymanym w młodzieżowym stylu, który jednak nie odniósł większego sukcesu. Jej debiutancki album z 2003 roku zatytułowany Innocent Eyes ustalił jej styl muzyczny jako fortepianowo-balladowy pop oraz pokrył się wielokrotną platyną w Australii, Nowej Zelandii i Wielkiej Brytanii.
Następny krążek artystki, Mistaken Identity był nagrywany w czasie gdy artystka walczyła z nowotworem ziarnicy złośliwej. Album nie był w stanie powtórzyć sukcesu poprzednika, lecz mimo to zadebiutował w australijskim notowaniu na 1. pozycji i uzyskał status wielokrotnej platyny.
Trzeci album Goodrem, Delta został wydany w październiku 2007 roku. Zadebiutował na miejscu 1. w Australii zostając tu trzecim z rzędu krążkiem artystki, który osiągnął szczyt notowania. Podobnie jak poprzednicy Delta także osiągnął status multi-platyny.
Na całym świecie Delta Goodrem sprzedała 4 miliony kopii swoich albumów, z czego ponad 1,5 miliona zostało sprzedanych w Australii. Innocent Eyes został sprzedany w nakładzie 2,5 miliona kopii. Do tego należy dodać około 2 miliony kopii singli (1 milion w Australii). Całkowita liczba kopii wszystkich wydań artystki to 6 milionów na całym świecie.

## Albumy

### Albumy studyjne
| Rok                                                                 | Szczegóły albumu | Najwyższa pozycja w notowaniu | Najwyższa pozycja w notowaniu | Najwyższa pozycja w notowaniu | Najwyższa pozycja w notowaniu | Najwyższa pozycja w notowaniu | Najwyższa pozycja w notowaniu | Najwyższa pozycja w notowaniu | Najwyższa pozycja w notowaniu | Najwyższa pozycja w notowaniu | Najwyższa pozycja w notowaniu | Wyróżnienia                                         |
| Rok                                                                 | Szczegóły albumu | AU                            | AT                            | CH                            | DE                            | IE                            | JP                            | NL                            | NZ                            | UK                            | US                            | Wyróżnienia                                         |
| ------------------------------------------------------------------- | --- | ----------------------------- | ----------------------------- | ----------------------------- | ----------------------------- | ----------------------------- | ----------------------------- | ----------------------------- | ----------------------------- | ----------------------------- | ----------------------------- | --------------------------------------------------- |
| 2003                                                                | Innocent Eyes[A] - Wydany: 21 marca 2003 - Wytwórnia: Sony Music (#5109512000) - Format: CD, digital download, CS     | 1                             | 27                            | 14                            | 20                            | 3                             | 19                            | 39                            | 6                             | 2                             | –                             | - AU: 14× Platyna - NZ: 3× Platyna - UK: 2× Platyna |
| 2004                                                                | Mistaken Identity - Wydany: 8 listopada 2004 - Wytwórnia: Sony Music (#5189153000) - Format: CD, digital download, CS | 1                             | 62                            | 50                            | 59                            | 39                            | –                             | –                             | 7                             | 25                            | –                             | - AU: 5× Platyna - NZ: Platyna - UK: Złoto          |
| 2007                                                                | Delta - Wydany: 20 października 2007 - Wytwórnia: Sony BMG (#88697171932) - Format: CD, digital download              | 1                             | –                             | –                             | –                             | –                             | 39                            | –                             | 12                            | –                             | 116                           | - AU: 3× Platyna - NZ: Złoto                        |
| 2012                                                                | Child of the Universe                                                                                                 | 2                             | –                             | –                             | –                             | –                             | –                             | –                             | 18                            | –                             | –                             | - Aria: Złoto                                       |
| 2016                                                                | Wings of the Wild | 1                             | –                             | –                             | –                             | –                             | –                             | –                             | 8                             | 129                           | –                             | - Aria: Złoto                                       |
| 2020                                                                | Only Santa Knows | 2                             | –                             | –                             | –                             | –                             | –                             | –                             | –                             | –                             | –                             |                                                     |
| 2021                                                                | Bridge over Troubled Dreams                                                                                           | 1                             | –                             | –                             | –                             | –                             | –                             | –                             | –                             | –                             | –                             |                                                     |
| „–” oznacza wydania nie notowane lub brak wydania w danym państwie. | |                               |                               |                               |                               |                               |                               |                               |                               |                               |                               |                                                     |

Adnotacje
- A ^ – 16 października 2006 roku w Japonii wydana została kompilacja zatytułowana Innocent Eyes. Zawierała utwory z Innocent Eyes i Mistaken Identity oraz dwie nowe ścieżki[14].

### Kompilacje
| Rok  | Szczegóły albumu                                                                        | Najwyższa pozycja w notowaniu |
| Rok  | Szczegóły albumu                                                                        | JP                            |
| ---- | --------------------------------------------------------------------------------------- | ----------------------------- |
| 2006 | Innocent Eyes - Wydany: 11 października 2006 - Wytwórnia: Sony Japan - Formats: CD, DLD | 19                            |

## Single
| Rok                                                                 | Utwór                                     | Najwyższa pozycja w notowaniu | Najwyższa pozycja w notowaniu | Najwyższa pozycja w notowaniu | Najwyższa pozycja w notowaniu | Najwyższa pozycja w notowaniu | Najwyższa pozycja w notowaniu | Najwyższa pozycja w notowaniu | Najwyższa pozycja w notowaniu | Najwyższa pozycja w notowaniu | Najwyższa pozycja w notowaniu | Wyróżnienia                  | Album                                               |
| Rok                                                                 | Utwór                                     | AU                            | AT                            | CH                            | DE                            | IE                            | NL                            | NZ                            | SE                            | UK                            | US AC                         | Wyróżnienia                  | Album                                               |
| ------------------------------------------------------------------- | ----------------------------------------- | ----------------------------- | ----------------------------- | ----------------------------- | ----------------------------- | ----------------------------- | ----------------------------- | ----------------------------- | ----------------------------- | ----------------------------- | ----------------------------- | ---------------------------- | --------------------------------------------------- |
| 2001                                                                | "I Don’t Care”                            | 64                            | –                             | –                             | –                             | –                             | –                             | –                             | –                             | –                             | –                             |                              |                                                     |
| 2002                                                                | „Born to Try”                             | 1                             | –                             | 58                            | 61                            | 13                            | 18                            | 1                             | –                             | 3                             | –                             | - AU: 3× Platyna - NZ: Złoto | Innocent Eyes                                       |
| 2003                                                                | „Lost Without You”                        | 1                             | 14                            | 47                            | 27                            | 15                            | 42                            | 4                             | 9                             | 4                             | 18                            | - AU: 2× Platyna             | Innocent Eyes                                       |
| 2003                                                                | "Innocent Eyes”                           | 1                             | –                             | –                             | 25                            | –                             | 14                            | –                             | –                             | 9                             | –                             | - AU: Platyna                | Innocent Eyes                                       |
| 2003                                                                | „Not Me, Not I”                           | 1                             | –                             | –                             | 25                            | 40                            | 11                            | –                             | –                             | 18                            | –                             | - AU: Platyna                | Innocent Eyes                                       |
| 2003                                                                | "Predictable”                             | 1                             | –                             | –                             | –                             | –                             | –                             | –                             | –                             | –                             | –                             | - AU: 2× Platyna             | Innocent Eyes                                       |
| 2004                                                                | "Out of the Blue”                         | 1                             | 46                            | 60                            | 54                            | 15                            | –                             | 14                            | –                             | 9                             | –                             | - AU: Platyna                | Mistaken Identity                                   |
| 2005                                                                | "Mistaken Identity”                       | 7                             | –                             | –                             | –                             | –                             | –                             | –                             | –                             | –                             | –                             | - AU: Złoto                  | Mistaken Identity                                   |
| 2005                                                                | "Almost Here” (duet z Brianem McFaddenem) | 1                             | 34                            | 36                            | 32                            | 1                             | 62                            | –                             | 29                            | 3                             | –                             | - AUS: Platyna               | Mistaken Identity                                   |
| 2005                                                                | „A Little Too Late”                       | 13                            | –                             | –                             | –                             | –                             | –                             | –                             | –                             | –                             | –                             |                              | Mistaken Identity                                   |
| 2005                                                                | "Be Strong"[B]                            | –                             | –                             | –                             | –                             | –                             | –                             | –                             | –                             | –                             | –                             |                              | Mistaken Identity                                   |
| 2006                                                                | „Together We Are One”                     | 2                             | –                             | –                             | –                             | –                             | –                             | –                             | –                             | –                             | –                             | - AU: Złoto                  | Commonwealth Games: Melbourne 2006 Opening Ceremony |
| 2006                                                                | "Flawed"[C]                               | –                             | –                             | –                             | –                             | –                             | –                             | –                             | –                             | –                             | –                             |                              | Innocent Eyes                                       |
| 2007                                                                | „In This Life”                            | 1                             | –                             | –                             | –                             | –                             | 31                            | –                             | –                             | –                             | 21                            | - AU: Platyna                | Delta                                               |
| 2007                                                                | „Believe Again”                           | 2                             | –                             | –                             | –                             | –                             | –                             | –                             | –                             | –                             | –                             | - AU: Złoto                  | Delta                                               |
| 2008                                                                | „You Will Only Break My Heart”            | 14                            | –                             | –                             | –                             | –                             | –                             | –                             | –                             | –                             | –                             |                              | Delta                                               |
| 2008                                                                | „I Can’t Break It to My Heart”            | 13                            | –                             | –                             | –                             | –                             | –                             | –                             | –                             | –                             | –                             |                              | Delta                                               |
| „–” oznacza wydania nie notowane lub brak wydania w danym państwie. |                                           |                               |                               |                               |                               |                               |                               |                               |                               |                               |                               |                              |                                                     |

Adnotacje
- B ^ Wydany w Australii w formie digital download.
- C ^ Wydany w Japonii w formie digital download.

## DVD
| Rok                                                                 | Szczegóły albumu | Najwyższa pozycja w notowaniu | Najwyższa pozycja w notowaniu | Najwyższa pozycja w notowaniu | Wyróżnienia       |
| Rok                                                                 | Szczegóły albumu | AU                            | NZ                            | UK                            | Wyróżnienia       |
| ------------------------------------------------------------------- | --- | ----------------------------- | ----------------------------- | ----------------------------- | ----------------- |
| 2003                                                                | Delta - Wydany: 13 października 2003 - Wytwórnia: Sony Music (#202227.0) - Format: DVD, VHS                         | 1                             | 1                             | 10                            | - AU: 12× Platyna |
| 2005                                                                | The Visualise Tour: Live in Concert - Wydany: 13 listopada 2005 - Wytwórnia: Sony BMG (#82876727009) - Format: DVD  | 1                             | –                             | –                             | - AU: 4× Platyna  |
| 2009                                                                | Believe Again: Australian Tour 2009 - Wydany: 18 września 2009 - Wytwórnia: Sony BMG (#0886975745296) - Format: DVD | 1                             | –                             | –                             | - AU: Złoto       |
| 2018                                                                | Wings of the Wild Tour - Wydany 2 listopada 2018 - Wytwórnia- Sony Music - Format: DVD, Blu-ray                     | 1                             | –                             | –                             |                   |
| „–” oznacza wydania nie notowane lub brak wydania w danym państwie. | |                               |                               |                               |                   |

## Teledyski
| Rok  | Tytuł                                     | Reżyser         |
| ---- | ----------------------------------------- | --------------- |
| 2001 | „I Don’t Care”                            | Anthony Rose    |
| 2001 | „A Year Ago Today”                        | Fabrizio Lipan  |
| 2002 | „Born to Try”                             | Miikka Lommi    |
| 2003 | „Lost Without You”                        | Katie Bell      |
| 2003 | „Innocent Eyes”                           | Michael Gracey  |
| 2003 | „Not Me, Not I”                           | Michael Spiccia |
| 2003 | „Predictable” (na żywo w Channel [V], HQ) |                 |
| 2004 | „Out of the Blue”                         | Nigel Dick      |
| 2005 | „Mistaken Identity”                       | Michael Spiccia |
| 2005 | „Almost Here”                             | Martin Weisz    |
| 2005 | „A Little Too Late”                       | Anthony Rose    |
| 2005 | „Lost Without You” (US version)           |                 |
| 2005 | „Be Strong”                               |                 |
| 2005 | „The Analyst”                             | Ash Lyons       |
| 2006 | „Together We Are One”                     |                 |
| 2006 | „Flawed”                                  |                 |
| 2007 | „In This Life”                            | Rocky Schenck   |
| 2007 | „Believe Again”                           | Michael Spiccia |
| 2008 | „You Will Only Break My Heart”            |                 |
| 2008 | „In This Life” (US version)               | Robert Hales    |
| 2008 | „I Can’t Break It to My Heart”            |                 |

## Inne utwory
Następujące utwory zostały oficjalnie wydane, ale nie są zawarte na żadnym albumie Goodrem.
| Rok  | Utwór                                    | Album                                     | Adnotacje                              |
| ---- | ---------------------------------------- | ----------------------------------------- | -------------------------------------- |
| 1999 | „Love”                                   | Australian Music Week 1999                |                                        |
| 2002 | „Do You Hear What I Hear?”               | The Spirit of Christmas 2002              |                                        |
| 2003 | „Have Yourself a Merry Little Christmas” | The Spirit of Christmas 2003              |                                        |
| 2004 | „Four Short Words”                       |                                           | digital download dla promocji Pepsi.   |
| 2005 | „Phenomenal Woman”                       | Stronger Than Before                      | gościnny wokal dla Olivii Newton-John. |
| 2006 | „Steppin’ Out with My Baby”              | Duets: An American Classic                | duet z Tonym Bennettem.                |
| 2006 | „All Out of Love”                        | The Love Album                            | duet z Westlife.                       |
| 2006 | "O Come All Ye Faithful”                 | The Spirit of Christmas 2006              |                                        |
| 2008 | „Forgive Me Twice                        | Set in Stone                              | wokal w tle dla Briana McFaddena.      |
| 2008 | „Right Here With You”                    | A Celebration In Song                     | duet z Olivią Newton-John.             |
| 2008 | „For Good”                               | Wicked: Fifth Anniversary Special Edition | duet z LeAnn Rimes.                    |

## Utwory autorskie
Następujące utwory zostały napisane przez Goodrem i wykonane przez innych artystów.
| Rok  | Tytuł                       | Artysta           | Album                                        |
| ---- | --------------------------- | ----------------- | -------------------------------------------- |
| 2004 | „Let’s Dance”               | Nikki Webster     | Let’s Dance                                  |
| 2007 | „Eyes on Me”                | Céline Dion       | Taking Chances                               |
| 2008 | „Days Go By”                | Glenn Lyse        | Come Closer                                  |
| 2008 | „Forgive Me Twice”          | Brian McFadden    | Set in Stone                                 |
| 2009 | „Houston”                   | Snob Scrilla      | Day One                                      |
| 2011 | ""Break It to My Heart”     | Katherine Jenkins | Daydream                                     |
| 2015 | „As I Am”                   | Roshana           | Singiel                                      |
| 2015 | My girls                    | Bella Paige       | Junior Eurovision Song Contest 2015          |
| 2017 | Dancing with a Broken Heart | Steps             | Tears on the Dancefloor: Crying at the Disco |